# Sofja Petrowna Swetschina

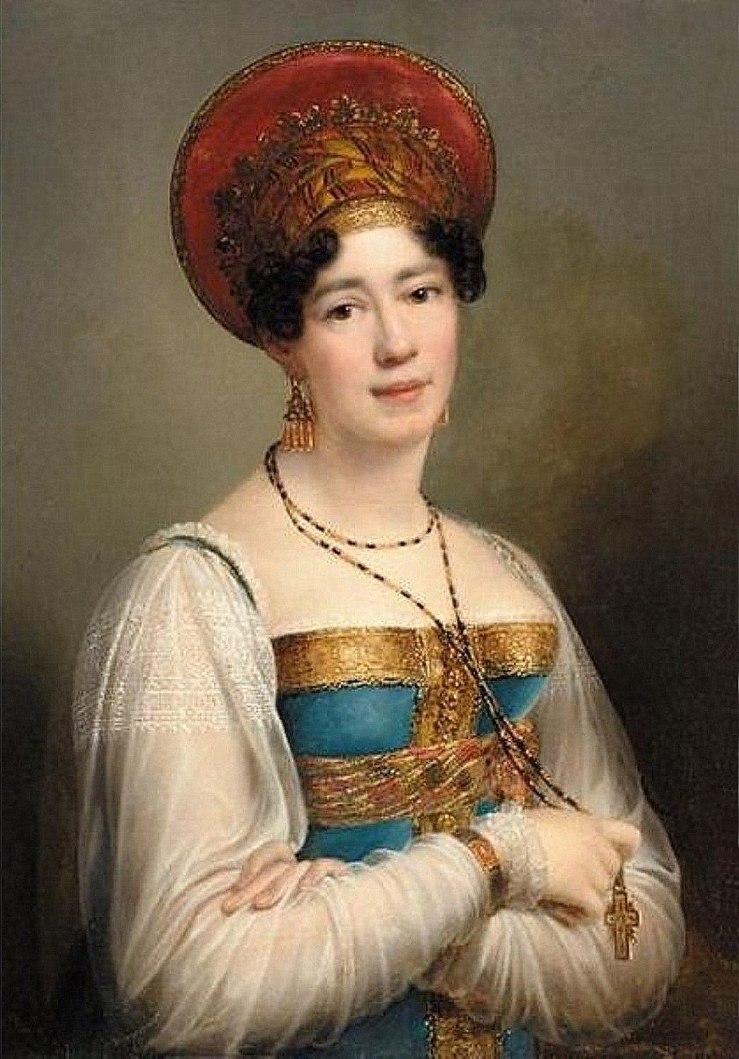
Sofja Petrowna Swetschina (F.-J. Kinson, 1816)

Sofja Petrowna Swetschina, geboren Soimonowa, (russisch Софья Петровна Свечина; * 11. Novemberjul. / 22. November 1782greg. in Moskau; † 10. September 1857 in Paris) war eine russische Hofdame und Schriftstellerin.

## Leben
Swetschinas Eltern waren der Staatssekretär Pjotr Soimonow (1737–1801) und seine Frau Jekaterina Iwanowna geborene Boltina (1756–1790), Tochter des Historikers Iwan Boltin. Die Eltern sorgten für eine ausgezeichnete Erziehung, sodass sie außer Russisch Italienisch, Englisch, Französisch und Deutsch beherrschte und dazu Latein-, Griechisch- und Hebräisch-Kenntnisse hatte.
Nach der Thronbesteigung Pauls I. 1797 wurde Swetschina zum Fräulein der Kaiserin Maria Fjodorowna ernannt. Dank ihres Verhaltens und ihrer Fähigkeiten gewann Swetschina ein hohes Ansehen in der höfischen Gesellschaft in St. Petersburg.
Auf Wunsch des Vaters heiratete Swetschina 1800 den St. Petersburger Militärgouverneur Nikolai Swetschin (1758–1850). Bald nach der Hochzeit fiel ihr Vater in Ungnade, wurde aus St. Petersburg verbannt und starb in Moskau an einem Schlaganfall. Auch ihr Mann verlor die Gunst Pauls I., musste zurücktreten und blieb aber mit seiner Frau in St. Petersburg. Swetschina las Belletristik und auch Werke von Kant, Hegel und Descartes. Sie blieb kinderlos und widmete viel Zeit der Erziehung ihrer jüngeren Schwester Jekaterina (1790–1873) und einer Adoptivtochter.
Unter dem Einfluss der Katholizismus-Propaganda des französischen Emigranten Chevalier d'Hogard, der später kaiserlicher Bibliothekar wurde, und des französischen Ultramontanisten Joseph de Maistre, der Botschafter des Königreichs Sardinien in St. Petersburg war, konvertierte die russisch-orthodoxe Swetschina 1815 zum Katholizismus wie auch andere russische Aristokraten in dieser Zeit. Im selben Jahr wurden die Jesuiten aus St. Petersburg und Moskau verbannt (und später aus ganz Russland). Alexander I. duldete das Verhalten der Hofdame Swetschina, aber das Bekanntwerden der Konversion löste eine öffentliche Empörung und persönliche Anfeindungen aus, sodass Swetschina 1816 nach Paris ging.
Nachdem Swetschina 1818 ihre Angelegenheiten in Russland geregelt hatte, ließ sie sich mit ihrem Mann endgültig in Paris nieder. In ihrer Hauskapelle konvertierten viele zum Katholizismus. Ihr Salon war ein Treffpunkt der Prominenz: François-René de Chateaubriand, Hyacinthe-Louis de Quélen, Félix Dupanloup, Prosper-Louis-Pascal Guéranger, Victor Cousin, Alexis de Tocqueville, Juan Donoso Cortés,  Iwan Gagarin u. a. Sofja Fjodorowna Rostoptschina traf hier ihren künftigen Mann Eugène de Ségur. Swetschina stand dem liberalen Katholizismus nahe und empfing insbesondere Charles de Montalembert, Armand de Melun und Augustin Cochin. Besonders nahe stand sie Alfred de Falloux und Jean Baptiste Henri Lacordaire.
Swetschina starb am 10. September 1857 in Paris und wurde auf dem Cimetière du Calvaire auf dem Montmartre begraben.

## Werke
- Madame Swetchine, sa vie et ses œuvres, publiées par le Cte de Falloux, Didier, Paris, 1860.
- Lettres de Mme Swetchine, publiées par le Comte de Falloux, Didier, Paris, 1862.
- Madame Swetchine. Journal de sa conversion, méditations et prières, publiées par le Cte de Falloux, A. Vaton, Paris, 1863.
- Correspondance du R. P. Lacordaire et de Mme Swetchine, publiée par le Cte de Falloux, Didier, Paris, 1864.
- Lettres inédites de Mme Swetchine, publiées par le Cte de Falloux, Didier, Paris, 1866.
- Nouvelles lettres de Mme Swetchine, publiées par le Marquis de La Grange, Amyot, 1875.
- Correspondance du vicomte Armand de Melun et de Madame Swetchine, publiée par le comte Le Camus, J. Leday, Paris, 1892.
- Correspondance d'Alexis de Tocqueville et de Madame Swetchine, in Alexis de Tocqueville, Œuvres complètes, t. XV, vol. II intitulé Correspondance d'Alexis de Toquecville et de Francisque Corcelle et correspondance d'Alexis de Tocqueville et de Madame Swetchine, NRF Gallimard, 1983.